# Julidochromis
Julidochromis is een geslacht van straalvinnige vissen uit de familie van de cichliden (Cichlidae).

## Soorten
- Julidochromis dickfeldi Staeck, 1975
- Julidochromis marlieri Poll, 1956
- Julidochromis ornatus Boulenger, 1898
- Julidochromis regani Poll, 1942
- Julidochromis transcriptus Matthes, 1959